# Canthon edmondsi
Canthon edmondsi är en skalbaggsart som beskrevs av Rivera-cervantes och Halffter 1999. Canthon edmondsi ingår i släktet Canthon och familjen bladhorningar. Inga underarter finns listade.